# Koroneia (Macedonia Centrale)
Koroneia (in greco Κορώνεια?) è un ex comune della Grecia nella periferia della Macedonia Centrale di 4.286 abitanti secondo i dati del censimento 2001.
È stato soppresso a seguito della riforma amministrativa, detta Programma Callicrate, in vigore dal gennaio 2011 ed è ora compreso nel comune di Langadas.